# Доорверт (замок)
Доорверт (нидерл. Kasteel Doorwerth) — средневековый замок в нижнем течении Рейна, недалеко от деревни Доорверт, в провинции Гелдерланд, Нидерланды. По своему типу относится к замкам на воде.

## История

### Ранний период
Замок впервые упоминается в 1260 году: в ходе вооружённого конфликта укрепление на этом месте было осажден сеньором ван Вианеном, захвачено и сожжено. Предположительно, это было наказание, наложенное графом Гелдерна. Таким образом он решил положить конец разбойным нападениям и хищническим действиям лорда Беренда ван Дооренверта. В течение последующих 20 лет владельцы замка и окружающих территорий (Беренд ван Долренверт или его сын Хендрик) восстановили замок. Другие источники говорят об основании Хендриком ван Доренвердом около 1280 года нового замка, окруженного глубоким рвом, заполненным водой.

### XV—XVII века

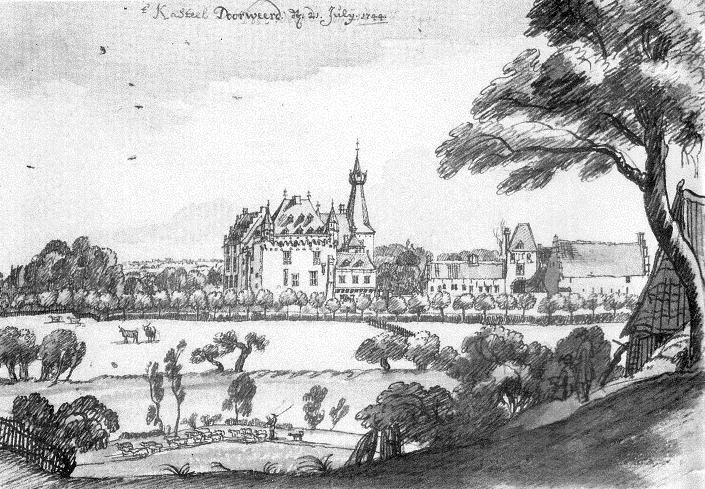
Замок на рисунке 1744 года

В 1435 году замок приобрёл Рейнальд ван Хомоэт. Он значительно расширил и модернизировал комплекс. В последующем собственники замка не раз сменялись. Но большинство из них бывали в Доорнверте редко и не рассматривали его как главную резиденцию. Вероятно, это одна из причин, по которой замок со времён Средневековья не сильно изменился. Свой нынешний вид он обрёл после реконструкции 1560 года. Её проводили по заказу Адама Шеллаерта ван Оббендорфа, владельца Гюрцениха, Шиннена (1565–1602), Гейстерена (1591–1602) и Флодорпа (около 1541 — 8 сентября 1603 года) и его супруги Вальравы ван Вурст, леди Дурверт. После этого серьёзный перестроек не было. Только в северном углу комплекса в  более позднее время производились полноценная реконструкция. 
В 1640 году перестроили замковую сторожку. Эти работы заказал Йохан Винсент Шеллаерт ван Оббендорф, правнук Адама Шеллаерта ван Оббендорфа. 
В катастрофический для Голландии 1672 год (год бедствий), когда в страну вторглась французская армия, замок уцелел лишь чудом. Во многом это произошло благодаря родственным связям владельца Антона ван Альденбурга с королём Дании, союзником Франции. 
Доорверт оставался в собственности семьи ван Альденбурги (Бентинки) достаточно продолжительное время. Но владельцы редко жили в замке. А без должного ухода он постепенно стал приходить в упадок. 

### XIX век
В 1837 году замок приобрёл барон Джейкоб Адриан Проспер ван Бракель. Он потратил значительные средства на восстановление комплекса. Вместо полуразрушенного замка появилась просторная комфортная резиденция. Причём фасады в целом сохранили прежний вид. Привели в порядок и кольцевой ров. Сам барон поселился в Доорверте и проживал здесь до самой кончины. Однако после смерти ван Бракеля и его вдовы для замка снова наступил период упадка. 

### XX век

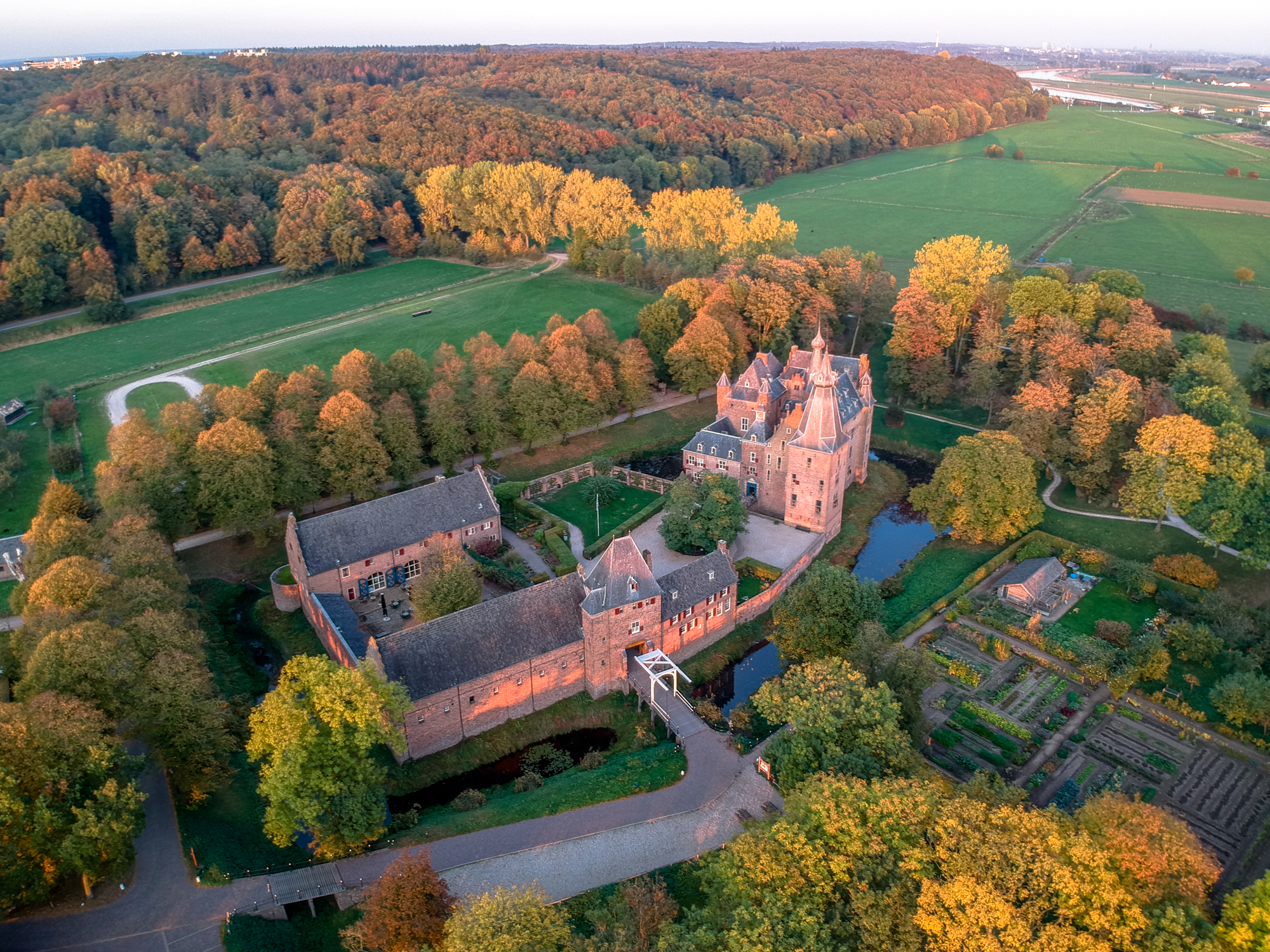
Замок с высоты птичьего полёта

В 1908 году имение купил богатый предприниматель Виллем Шеффер. Он нуждался в речных поймах, расположенных возле замка для своей близлежащей фабрики Huis ter Aa. Но новый собственник не был заинтересован в восстановлении самой резиденции. Однако от забвения старинный замок спасли неравнодушные активисты из числа местных жителей. В 1909 году они основали фонд De Doorwerth, который с помощью пожертвований через год завладел замком. Лидер инициативной группы по возрождению Доорверта, Фредерик Адольф Хоэфер, решил основать в здании артиллерийский музей. Позже из этой инициативы возник Музей армии в Делфте. 
Так как замок находился в самом плачевном состоянии, то немедленно был начать ремонт. Восстановительные и реставрационные работы продолжались с 1910 по 1915 год. Во время Первой мировой войны Голландия оставалась нейтральной страной и Доорверт никак не пострадал во время боевых действий, которые шли неподалёку целых четыре года.
Однако серьёзные повреждения замок получил в годы Второй мировой войны. Самым тяжёлым стал 1944 год, когда после высадки союзников в Нормандии на окружающей территории шли тяжёлые бои. Вокруг замка до сих пор регулярно находят старые боеприпасы. Например, в октябре 2019 года была обнаружена 121 ручная граната (их обезвредили сотрудники Службы обезвреживания взрывоопасных предметов). Это произошло во время проведения соревнований по стрельбе из лука рядом с замком. 
Вскоре после окончания войны начались восстановительные работы. На этот раз они затянулись на несколько десятилетий. Поэтапный ремонт и реставрация продолжались с 1950 по 1983 год. 

## Современное использование
В настоящее время в замке расположены Музей природы и природопользования, а также Музей Велювезоом и Голландский музей охоты. Кроме того, здесь находится официальное место проведения свадебных церемоний муниципалитета Ренкюм.

## Робиния

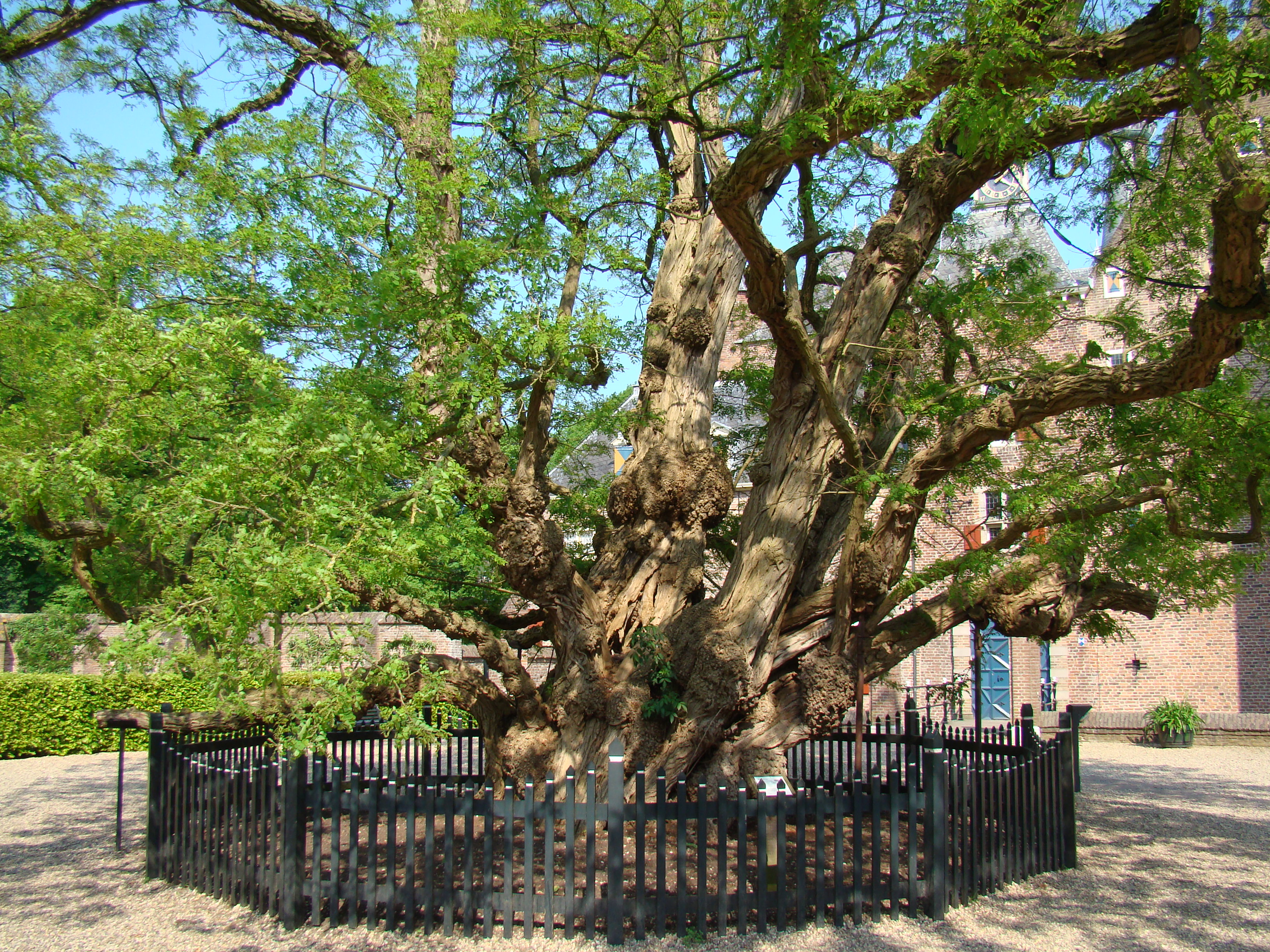
Старинная робиния около замка

Рядом с замком находится огромная робиния. По преданию её посадили ещё в 1579 году. Во любом случае это самое старое дерево данной породы в Нидерландах. Вывеска рядом с деревом гласит, что его росток привёз из восточных штатов США француз Пьер Робин в 1601 году и посадил в имении Доорверт. Всего было высажено три ростка. Но два других старинных дерева погибли во время войны. К началу XXI века окружность ствола робинии достигает семи метров. Ещё одно предание гласит, что деревья посадили в память о заключении Неймегенского мирного договора в 1678 году. 

## Описание
Самая старая часть, построенная Берендом или Хендриком ван Дооренвертом, состоит из прямоугольной жилой башни. Её размер — примерно 10 на 15 метров. Изначально эта башня была окружена отдельным рвом. В настоящее время она является составной частью нынешнего восточного крыла комплекса. Южное крыло было построено в XIV веке. Массивная жилая башня в северном крыле с небольшими башенками по углам была возведена в XV веке. Однако точные годы остаются неизвестны. Считается, что инициатором работ был Рейнальд ван Хомут, поскольку существуют отчёты с 1435 по 1436 год. В XV веке появился просторный внешний двор, который изначально играл роль форбурга. И вокруг основного замка и вокруг внешних сооружений выкопали широкие рвы, которые через специальные каналы заполнялись водой. Непосредственно в хамок можно было попасть только по разводному мосту. При реставрации его восстановили. 
Последние значительные работы по расширению резиденции проводились в середине XVI века. Тогда надстроили южное крыло, возвели в юго-западной части массивную башню. В XVIII веке её снесли, а в XIX восстановили.

## В массовой культуре
- Голландский режиссёр Стефан Бреннинкмейер[нидерл.] родился в замке 27 июня 1964 года и проживал здесь с родителями до 1970 года.
- Писатель Эрик Хазелхофф Рулфзема[нидерл.] работал над своей известной книгой «Оранжевый солдат[нидерл.]» в период с 1969 по 1970 год в ресторане Beaulieu, который располагался в замке.
- Художник Ян Хойнк ван Папендрехт много лет трудился в мастерской, которая находилась в одном из помещений Доорверта.
- С 2000 года голландский режиссёр Мартин ван Неллестин[нидерл.] снимал в замке все свои фильмы о Синтерклаасе.
- В тактическом игровом шутере Post Scriptum замок Доорверт и его окрестности были воссозданы для проведения сражений между войсками нацистской Германией и отрядами Антигитлеровской коалиции. Игрок должен защитить замок или, будучи солдатом союзников, уничтожить засевших в нём оккупантов.

## Галерея

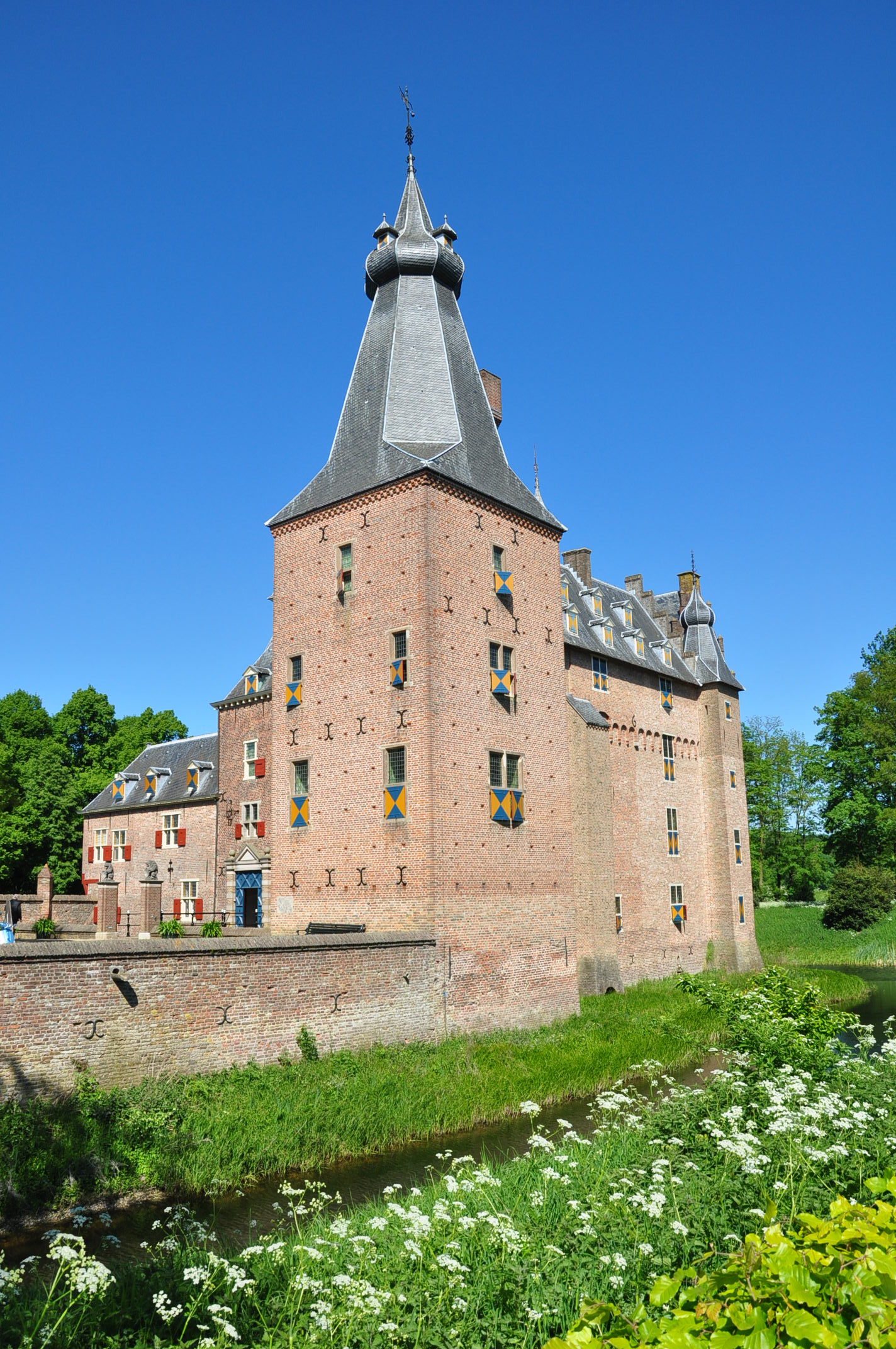
Вид главной башни
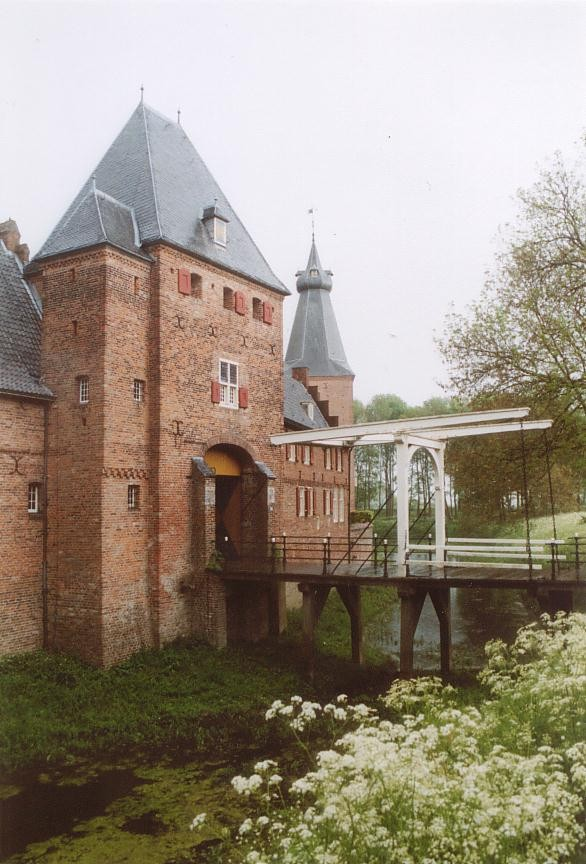
Разводной мост, ведущий в замок
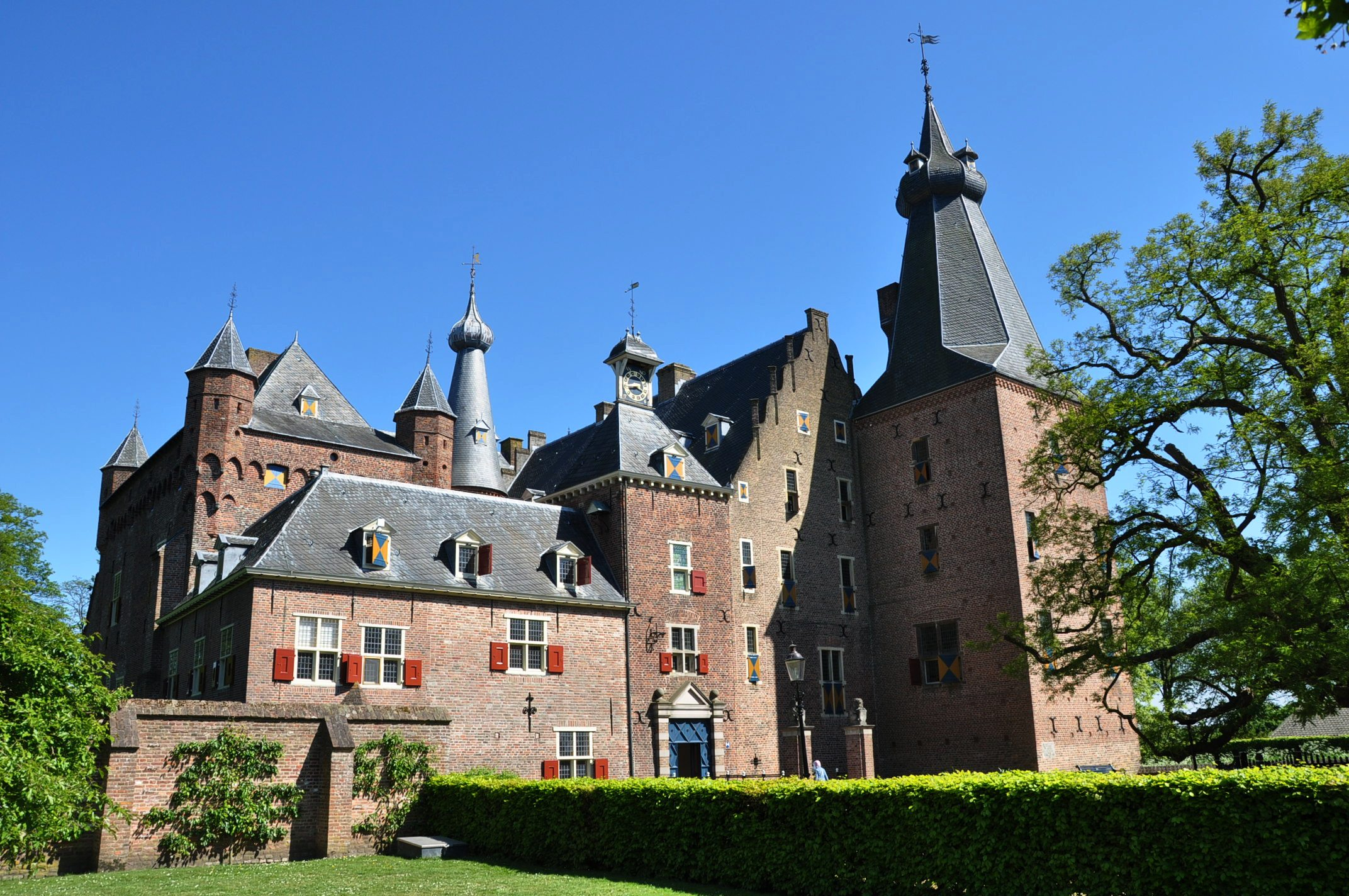
Западный фасад
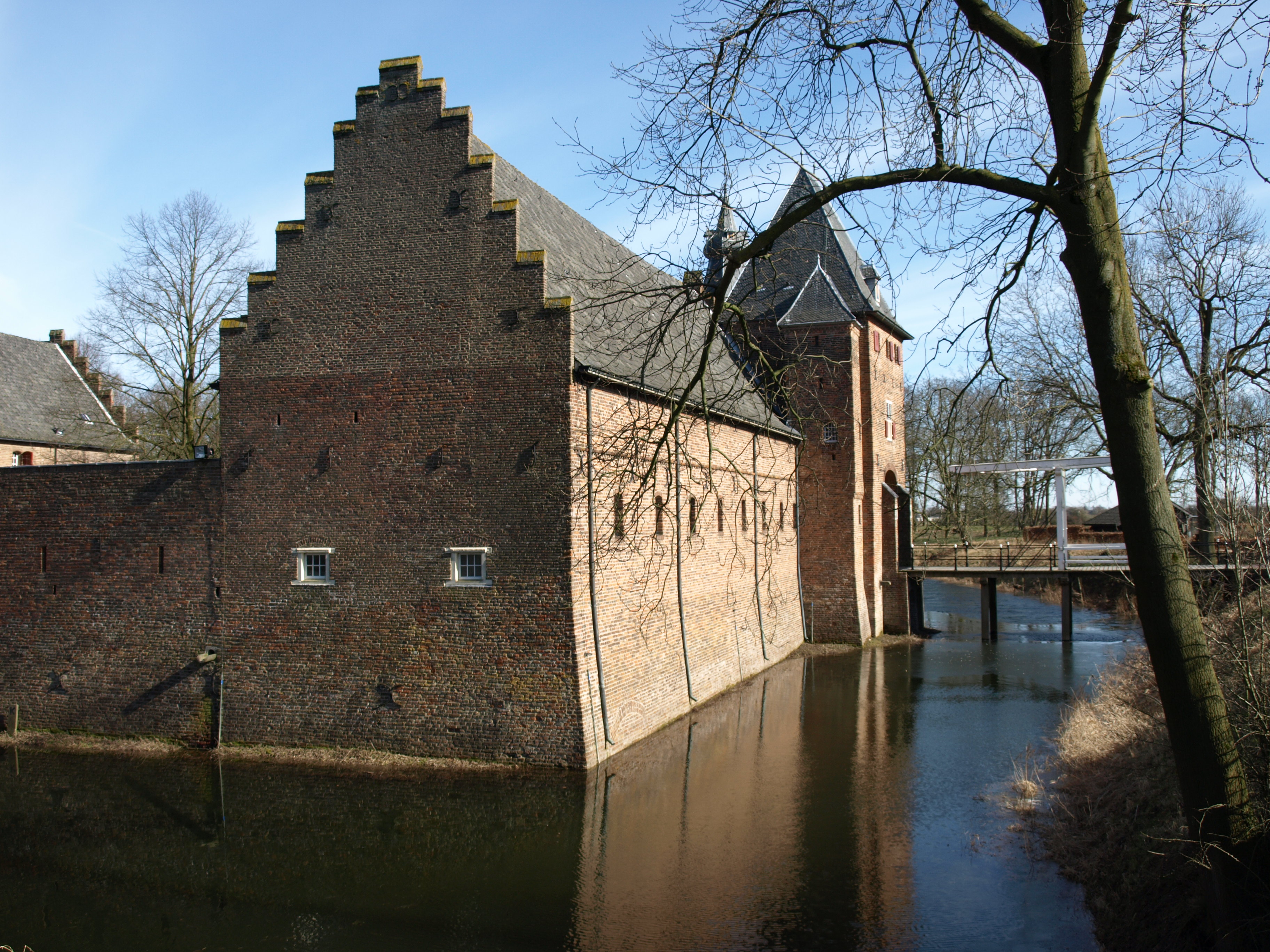
Здания форбурга с северо-западной стороны
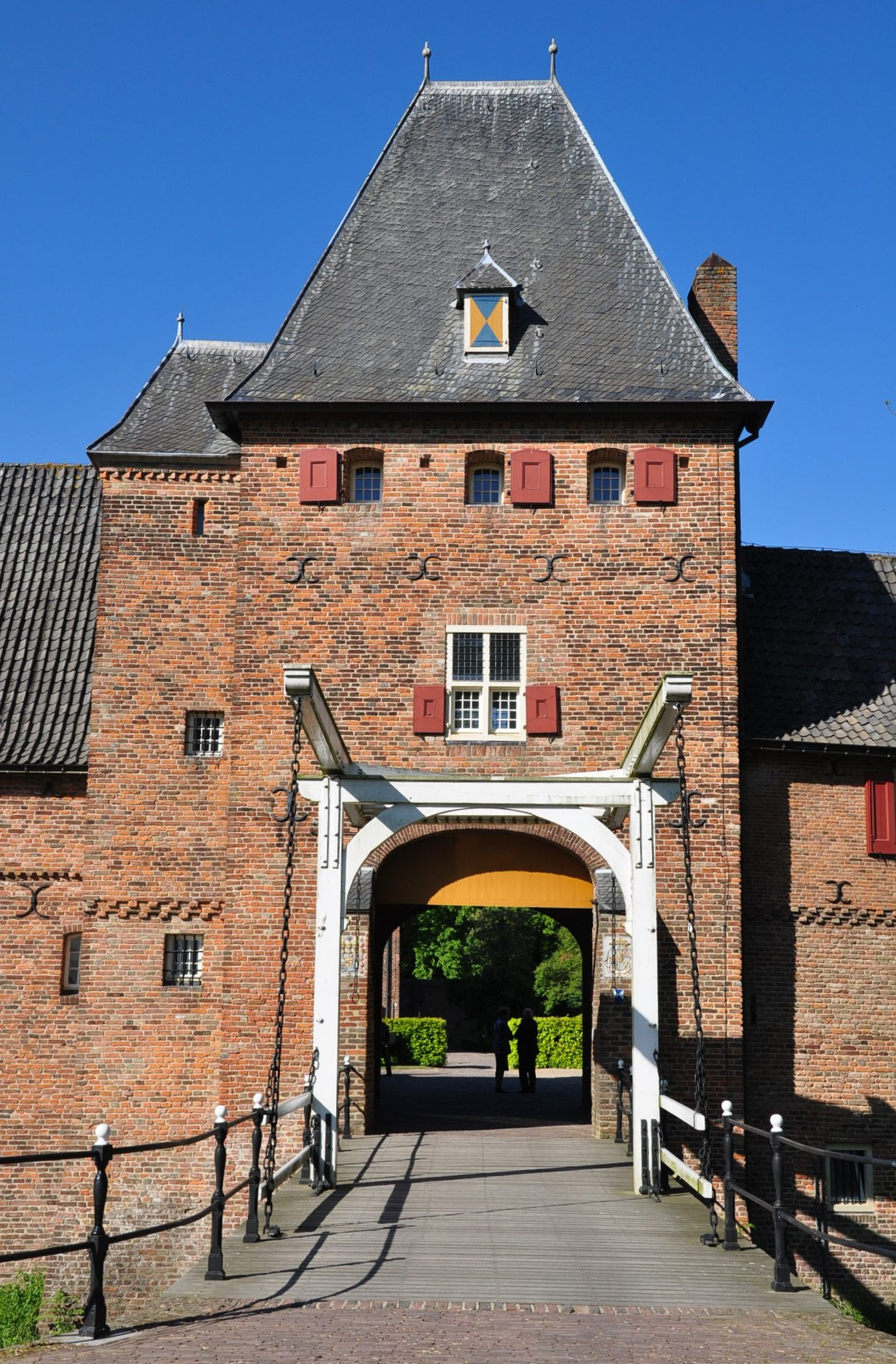
Ворота, ведущие в форбург